# Loučná nad Nisou
Loučná nad Nisou (německy Lautschnei, do roku 1950 jen Loučná) je vesnice, část obce Janov nad Nisou v okrese Jablonec nad Nisou. Nachází se asi 1 km na jih od Janova nad Nisou. Je zde evidováno 87 adres. Trvale zde žije 199 obyvatel.
Loučná nad Nisou je také název katastrálního území o rozloze 1,36 km2.

## Historie
První písemná zmínka o obci pochází z roku 1608.

## Pamětihodnosti
- Kostel sv. Josefa

## Galerie

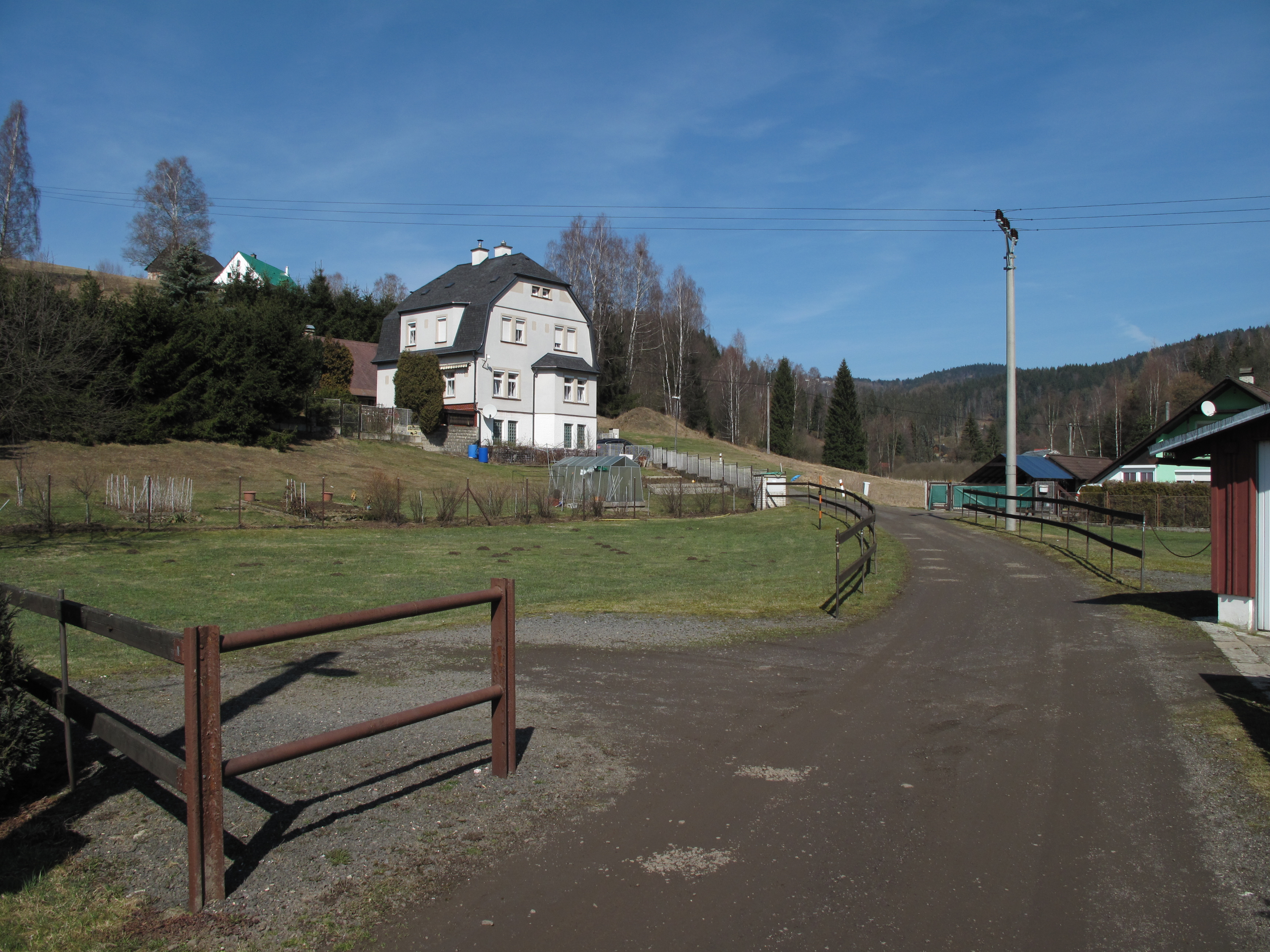
Cesta
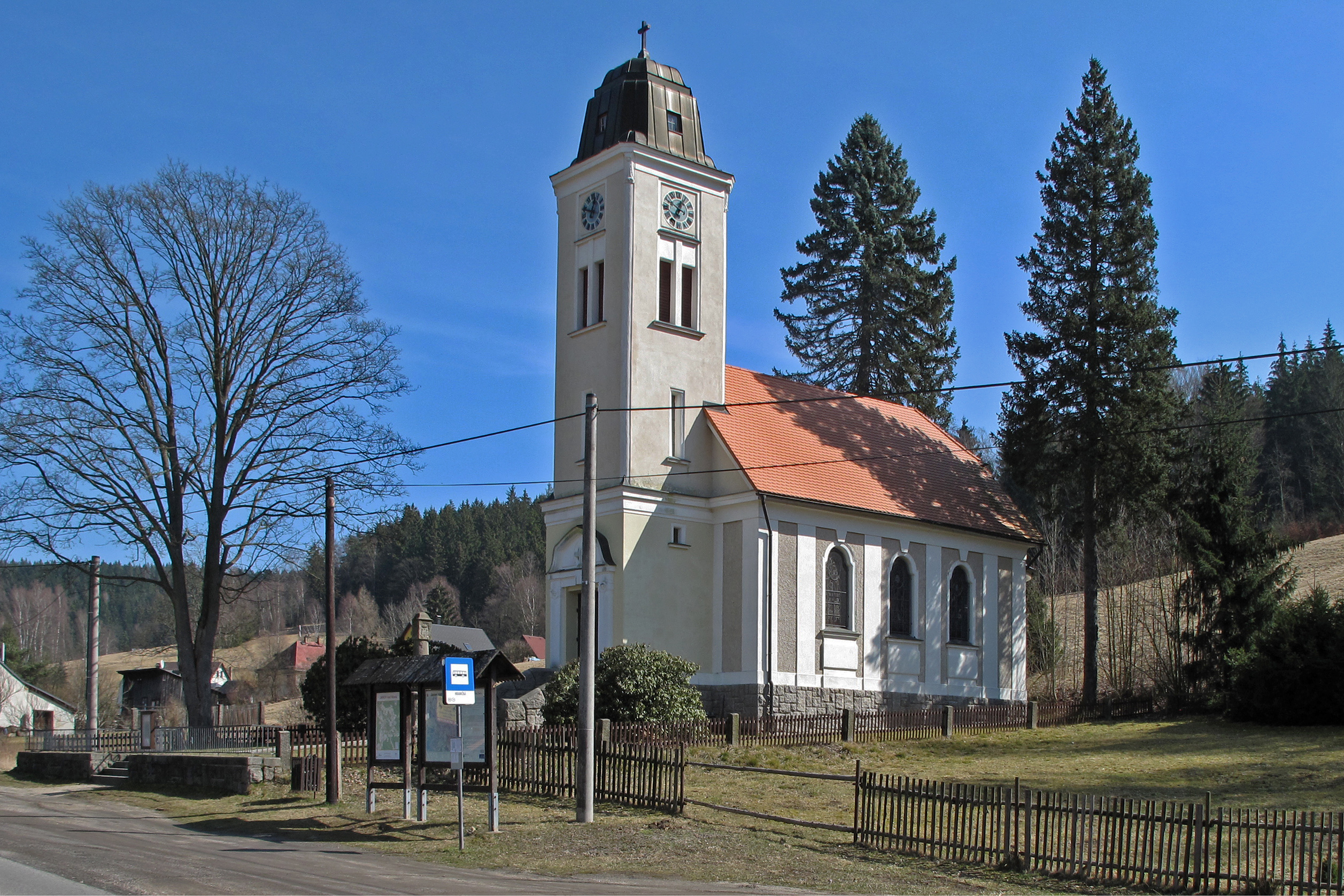
Kostel sv. Josefa
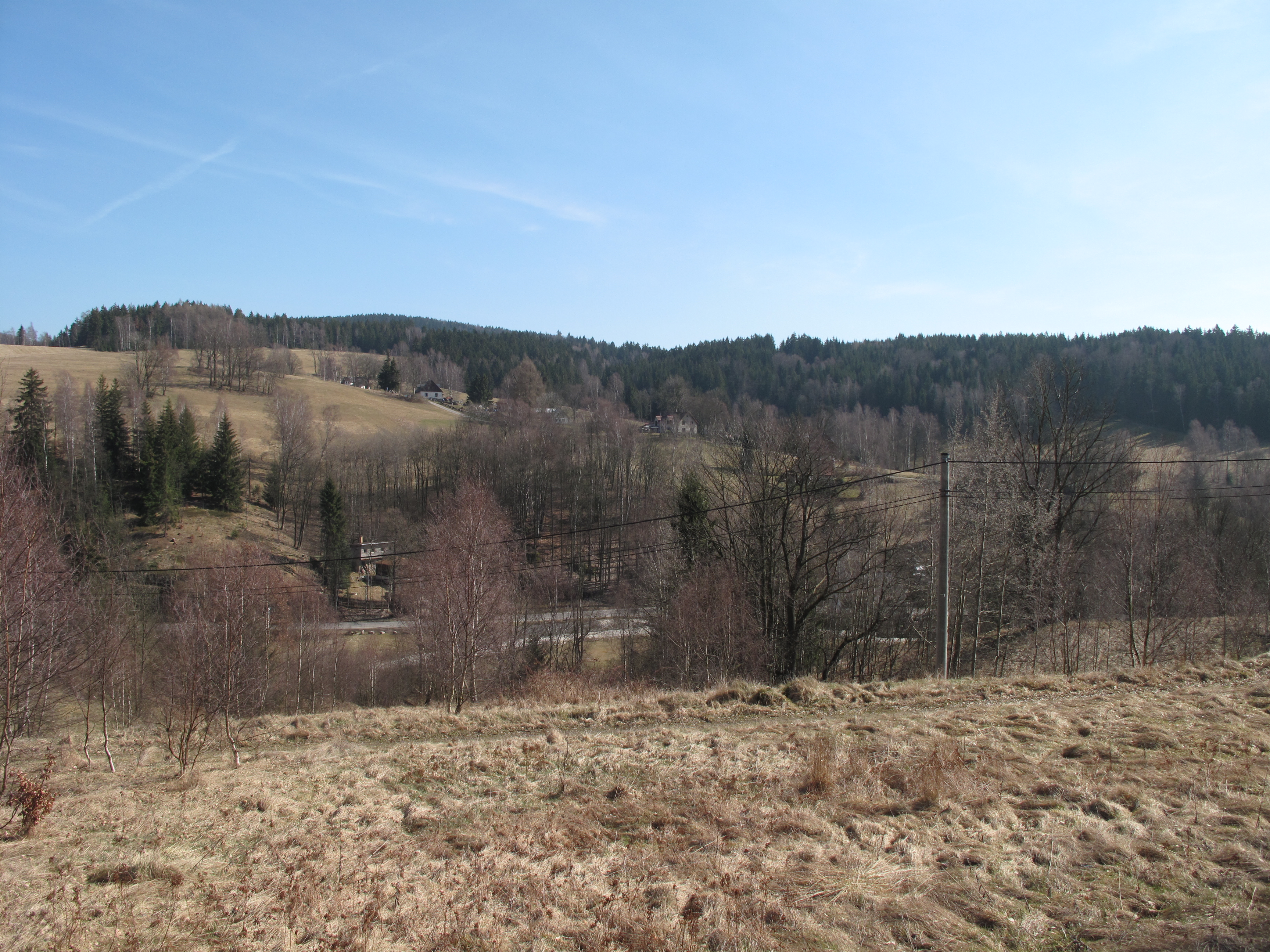
Krajina